# James Henry Fleming
James Henry Fleming (Toronto in Canada, 5 juli 1872 – aldaar, 27 juni 1940) was een Canadese vogelkundige en honorair conservator van de vogelcollectie van het  Royal Ontario Museum. Na zijn dood ontving dit museum zijn privécollectie van meer dan 32.000 zoölogisch specimens.

## Biografie
James Henry ("Harry") was de zoon van James Fleming. James emigreerde in 1834 naar Canada en was afkomstig uit Aberdeen (Schotland). Harry was zoon uit een tweede huwelijk; zijn vader was toen al 60 jaar. Zijn vader stichtte in Toronto een tuinbouwbedrijf en handelde in zaden. Vader James was een succesvol zakenman, behoorde tot de rijke burgerij en bekleedde belangrijke functies in de stad zoals justice of peace (vrederechter, een functie die geen academische juridische opleiding vergde).
Harry volgde tot 1889 degelijk middelbaar onderwijs in Toronto op scholen die  de  victoriaanse onderwijstradities van het moederland koesterden. Als jongen van 12 jaar kreeg hij belangstelling voor vogels en het verzamelen van vogels en hun eieren. Hij maakte notities in een speciaal vogeldagboek dat hij de rest van zijn leven bleef bijhouden. In 1886 bezocht hij samen met zijn vader in Londen het British Museum (Natural History).
In 1887 overleed zijn vader en liet een groot vermogen na waardoor Harry zich geheel kon wijden aan de bestudering van vogels en het uitbreiden van zijn verzameling. Al op 16-jarige leeftijd werd hij aspirant-lid van het  Royal Canadian Institute, een Canadese, natuurwetenschappelijk non-profitorganisatie. Toen hij 21 was werd hij aspirant-lid van de American Ornithologists' Union (AOU), in 1916 werd hij daar fellow en tussen 1932 en 1935 was hij voorzitter van deze wetenschappelijke vereniging. Als fanatiek verzamelaar bleef hij vogels doodschieten, ook toen eind 19e eeuw er kritiek op deze praktijken opkwam. Zo schoot hij een trekduif (Ectopistes migratorius) voor zijn verzameling terwijl de vogel toen al bijna uitgestorven was. Wel benadrukte hij in geschrifte  dat hij alleen vogels schoot voor onderzoek en bij voorkeur zijn verrekijker gebruikte bij observaties aan gewone vogelsoorten; hij zag wel degelijk het belang van vogelbescherming.
Hij was lid van diverse andere Canadese en buitenlandse wetenschappelijke verenigingen zoals  British Ornithologists' Union en corresponderend lid van de Zoological Society of London en Membre d'Honneur Étranger of the Société Ornithologique et Mammalogique de France. In 1927 werd hij honorair conservator van de afdeling vogels van het Royal Ontario Museum. Bij die gelegenheid schonk hij het museum 350 opgezette vogels.

## Nalatenschap
Toen hij in 1940 overleed schonk hij zijn hele collectie van 32.267 specimens, 2000 boeken en 10.000 artikelen en notities en correspondentie over een periode van 50 jaar aan dit museum. Fleming is soortauteur van diverse ondersoorten en één soort, de campbelltaling (Anas nesiotis).  Er zijn ruim 80 publicaties over vogels van hem verschenen.